# Живорад Миновић
Живорад Жика Миновић (Катрга, код Чачка, 26. јун 1935 — Београд, 29. септембар 2018) био је српски новинар, главни и одговорни уредник, директор и председник компаније Политика.

## Биографија
Основну школу завршио је у родном месту а нижу гимназију у Мрчајевцима. Завршио је Учитељску школу у Крагујевцу. Студирао је књижевност, социологију и политичке науке. Дипломирани је политиколог и доктор политичких наука. У новинској кући Политика радио је од 1961. до 1996. године. Био је дописник из Смедерева, сарадник, уредник, помоћник и заменик главног уредника листа, затим главни уредник (1985 - 1991) и генерални директор и председник Компаније Политика (1986 - 1995). Од 1986. до 1990. године био је члан Централног комитета Савезкомуниста Србије и председник Комисије за информисање. Објавио је више књига, студија и научних расправа.
На Факултету политичких наука у Београду докторирао је 1982. године са дисертацијом Кардељева мисао о самоуправљању. Ментор му је био академик и уставни писац проф. др Јован Ђорђевић. Стекао је наставно - научна звања ванредног универзитетског професора и вишег научног сарадника за област менаџмент медија. Одликован је Орденом рада са златним венцем. Добитник је две награде Удружења новинара Србије: „Светозар Марковић“ (1971) и „Димитрије Давидовић“ (1989). Бавио се и писањем песама. Као студент да би се издржавао, продавао је своје текстове истакнутим композиторима и текстописцима. Написао је текст за једну од најлепших песама народне музике.

## Дела
- Реч има одбрана (адвокатске беседе, коаутор са Ђ. Бузгановићем) 1965.
- Политичка паланка (политиколошка студија о сукобима у Србији) 1972.
- Читанка самоуправљања (коаутор са Миленком Матицким) 1977.
- Самоуправљање од наде до истине 1978.
- Класни одговор (политички процеси друштву) 1979.
- Кардељева публицистика 1980.
- Социјализам и плурализам 1982.
- Читајући Кардеља (монографија) 1982.
- Медији и профит (оглед о менаџменту медија) 2005.
- Гојко и Павле (узроци Осме седнице) 2007.
- Политичка паланка (друго допуњено издање) 2008.
- Дан почиње с Политиком? (прилог проучавању односа штампе и политичке власти) 2008.
- Улични биограф (књигом на књиге Славољуба Ђукића) 2010.
- Катрга кроз векове (монографија о селу) 2013.